# Gare d'Aso
La gare d'Aso (阿蘇駅, Aso-eki) est une gare ferroviaire de la ville d'Aso, dans la préfecture de Kumamoto au Japon. Elle est exploitée par la JR Kyushu.

## Situation ferroviaire
La gare d'Aso est située au point kilométrique (PK) 97,9 de la ligne principale Hōhi.

## Histoire
La gare a été inaugurée le 25 janvier 1918.

## Service des voyageurs

### Accueil
La gare dispose d'un bâtiment voyageurs, avec guichets, ouvert tous les jours.

### Desserte
- Ligne principale Hōhi :
  - voie 1 : direction Kumamoto
  - voie 2 : direction Ōita